# La Chapelle-Achard
La Chapelle-Achard är en kommun i departementet Vendée i regionen Pays de la Loire i västra Frankrike. Kommunen ligger i kantonen La Mothe-Achard som tillhör arrondissementet Les Sables-d'Olonne. År 2018 hade La Chapelle-Achard 2 081 invånare.

## Befolkningsutveckling
Antalet invånare i kommunen La Chapelle-Achard
| Referens: INSEE |